# Рижский рат
Рижский рат (латыш. Rīgas rāte) — местный орган государственной власти в Риге в 1226-1877 гг..
Начал функционировать в 1226 году, когда Рига получила право городского самоуправления по решению немецкого патрона епископа Альберта фон Буксгевдена. Этого права она добилась путём восстания, которое произошло в предыдущем, 1225 году. Тогда же было отстроено первое здание, служившее резиденцией городского совета, оно располагалось на участке пересечения улиц Тиргоню (Торговой) и Шкюню (Сарайной).
В связи с военными действиями, которые проводил Ливонский орден (ландмейстер Эберхардт фон Монгейм) при взятии потерянной на 33 года Риги в 1330 году (а орден был изгнан поднявшими восстание рижанами в 1297 году), первая резиденция рата была разрушена, однако была построена другая Ратуша, на территории рыночной площади, которая в современной Риге носит название Ратушной.
Рижский рат был образован по образцу управления северогерманских средневековых торговых городов. Уже к концу XIII века этот орган стал обслуживать интересы городского патрициата, наиболее привилегированного сословия, которое держало в руках нити общественно-политической жизни в Риге. Что касается системы проведения выборов в члены городского совета, то следует отметить, что их как таковых не было: рижские ратманы избирали «сами себя» пожизненно. Такая процедура вступления в должность члена городского самоуправления носила название кооптации.
В XIV веке в составе рата было 16 членов, или собственно ратманов, а также 4 бургомистра, за которыми всегда оставалось решающее слово в принятии того или иного закона в рамках города. Эти люди обладали всей полнотой политической и экономической власти, постоянно вступая в противоречия с представителями бюргерского сословия. Бюргеры, хронически недовольные решениями рижского рата, получили традиционное название бюргерской оппозиции.
Противоречия между городским патрициатом и бюргерством обострились до предела в период с 1584 до 1589 года, когда в Риге проходили Календарные беспорядки, спровоцированные введением Григорианского календаря по решению польского сюзерена Стефана Батория. Тогда рат прекратил функционировать, а на главной рижской Ратушной площади бунтовщики под руководством старшины Большой гильдии высокообразованного юриста Мартина Гизе в 1586 году осуществили показательную казнь наиболее одиозных членов городского совета, Готхарда Велинга и Иоганна Тастия. Кстати, известно местонахождение могильной плиты Готарда Велинга, она расположена в рижской Домской церкви, выполнена в камне. После этого зачинщики беспорядков, которым оказали весомую поддержку представители городского плебса, объявили о прекращении осуществления властных полномочий рижским ратом.
Однако летом 1589 года в связи с прибытием в Ригу специально снаряжённой польским королём комиссии, а также в связи с отправкой в неспокойную Ригу дополнительного контингента войск с целью усмирения бунтовщиков, календарные беспорядки были прекращены. Харизматичный лидер восставших Мартин Гизе был незамедлительно взят под стражу. Вместе с ним был арестован его соратник по оппозиционной борьбе, представитель цеха литератов Большой гильдии (как и Гизе) Ханс Бринкен. Вскоре (ранней осенью того же 1589 года) на том же самом месте тот же самый палач отрубил головы уже предводителям бюргерской оппозиции, после чего Рижский рат благополучно возобновил прерванную деятельность.
Что касается другого, мягко говоря, не совсем любимого городского администратора, многолетнего бургомистра Николая фон Экка (1541—1623), то тому посчастливилось вовремя бежать из объятого мятежом города — для этого ему пришлось спасаться в самую последнюю минуту, в буквальном смысле слова перепрыгивая с крыши на крышу. Вскоре он вернулся в Ригу и в 1592 году открыл здание приюта для вдов членов гильдий; в 1618 году им был заказан барельеф из Нюрнберга «Христос и грешница». В современной Риге здание известно под историческим названием Конвента Экка.
Постоянно препятствовали осуществлению властных полномочий рата два феодальных сеньора, которые сами хронически враждовали друг с другом: речь идёт о Рижском архиепископе и магистре Ливонского ордена, которые, однако, всегда забывали старые обиды и объединялись, если им предстояло бороться с ратом. Вскоре после подчинения Риги Стефану Баторию (после 1581 года), Рижский рат утратил многие прежние позиции. 
Со второй половины XVIII века полномочия Рижского рата были существенно сужены, а во времена Екатерины II с 1786 года было реформировано городское самоуправление, в результате чего рат во второй раз в своей истории перестал осуществлять функции управления городом. Екатерина пожаловала Риге Городовое положение, которое представляло собой законодательный акт о проведении широкомасштабной реформы городского самоуправления. Была созвана городская Шестигласная дума (универсальный исполнительный орган городской думы в царской России), пришедшая на смену магистрату, а также был введён принцип городского наместничества (применительно к Риге в исторических источниках фигурирует термин Рижское наместничество), который, в свою очередь, сменил прежний архаичный принцип городского администрирования. Тем не менее недолго музыка играла: после 1796 года Павел I принял решение восстановить статус-кво и возобновил деятельность Рижского рата, этого феодально-аристократического органа городской власти.
Во второй половине XIX века во всех городах Прибалтийских губерний была проведена реформа городского самоуправления, которая вступила в силу и в Риге. Она была инициирована российским императором Александром II, который восстановил действие Городового положения 1870 года в городах Прибалтийских губерний. В период после принятия мер в 1877 году Рижский рат был упразднён, а ему на смену пришла рижская Городская дума.